# Deutsche Ringermeisterschaften 1921
Die 13. Deutschen Ringermeisterschaften wurden 1921 in Plauen ausgetragen.

## Ergebnisse

### Federgewicht
| Platz | Sportler         | Stadt/Verein  |
| ----- | ---------------- | ------------- |
| 1     | Alfred Stuwe     | Berlin        |
| 2     | Willi Neidhardt  | Pausa         |
| 3     | Hermann Brodbeck | Untertürkheim |

### Leichtgewicht
| Platz | Sportler       | Stadt/Verein |
| ----- | -------------- | ------------ |
| 1     | Bruno Heckel   | Auerbach     |
| 2     | Willi Steputat | Berlin       |
| 3     | Walden         | Berlin       |

### Mittelgewicht
| Platz | Sportler        | Stadt/Verein     |
| ----- | --------------- | ---------------- |
| 1     | Fritz Bräun     | Fürth            |
| 2     | Richard Falkner | Berlin           |
| 3     | Fritz Schürmann | Mülheim am Rhein |

### Halbschwergewicht
| Platz | Sportler        | Stadt/Verein  |
| ----- | --------------- | ------------- |
| 1     | Julius Maier    | Untertürkheim |
| 2     | Wilhelm Knöpfle | Untertürkheim |
| 3     | Ewald Funk      | Neukirchen    |

### Schwergewicht
| Platz | Sportler       | Stadt/Verein   |
| ----- | -------------- | -------------- |
| 1     | Karl Döppel    | SC Nürnberg 04 |
| 2     | Karl Paulini   | Gleiwitz       |
| 3     | Gustav Steinke | Wilhelmsburg   |